# Governo Babiš I
Il Governo Babiš I è stato il ventesimo esecutivo della Repubblica Ceca. Il Primo ministro era Andrej Babiš, del partito ANO 2011, designato dal presidente della Repubblica Ceca Miloš Zeman. È rimasto in carica dal 13 dicembre 2017, data in cui ha prestato giuramento, al 27 giugno 2018, con la nascita del secondo governo presieduto sempre da Babiš. Non ha mai ottenuto la fiducia da parte del Parlamento,.

## Storia
In seguisto alle elezioni parlamentari dell'ottobre 2017, il 6 dicembre 2017 Babiš è stato designato primo ministro; il successivo 13 dicembre ha presentato i ministri del suo governo, ha prestato giuramento ed è entrato in carica. Il 16 gennaio 2018 il suo governo non ha ottenuto la fiducia della Camera dei deputati, con un voto che ha visto 117 contrari e 78 favorevoli sul totale dei 200 deputati. Il giorno successivo dunque Babiš ha presentato le sue dimissioni al presidente Miloš Zeman; il suo governo è rimasto in carica per il disbrigo degli affari correnti fino al 27 giugno 2018, quando si trovò un accordo con socialdemocratici e comunisti per la nascita di un nuovo governo.

## Composizione
| Carica                                                 | Titolare | Titolare          | Partito      |
| ------------------------------------------------------ | -------- | ----------------- | ------------ |
| Primo ministro                                         |          | Andrej Babiš      | ANO 2011     |
| Ministro delle finanze                                 |          | Alena Schillerová | Indipendente |
| Ministro degli affari esteri                           |          | Martin Stropnický | ANO 2011     |
| Ministro dell'interno                                  |          | Lubomír Metnar    | Indipendente |
| Ministro del lavoro e delle politiche sociali          |          | Jaroslava Němcová | ANO 2011     |
| Ministro dell'industria e del commercio                |          | Tomáš Hüner       | Indipendente |
| Ministro della salute                                  |          | Adam Vojtěch      | Indipendente |
| Ministro della giustizia                               |          | Robert Pelikán    | ANO 2011     |
| Ministro dell'educazione, della gioventù e dello sport |          | Robert Plaga      | ANO 2011     |
| Ministro della difesa                                  |          | Karla Šlechtová   | Indipendente |
| Ministro dei trasporti                                 |          | Dan Ťok           | Indipendente |
| Ministro dello sviluppo regionale                      |          | Klára Dostálová   | Indipendente |
| Ministro dell'ambiente                                 |          | Richard Brabec    | ANO 2011     |
| Ministro dell'agricoltura                              |          | Jiří Milek        | Indipendente |
| Ministro della cultura                                 |          | Ilja Šmíd         | Indipendente |